# Moiré frange-pie
Pour les articles homonymes, voir Moiré.
Erebia euryale
Espèce
Le Moiré frange-pie (Erebia euryale) est un lépidoptère (papillon) appartenant à la famille des Nymphalidae, à la sous-famille des Satyrinae et au genre Erebia.

## Dénomination
Il a été nommé Erebia euryale par Eugen Johann Christoph Esper en 1805.
Erebia euryale adyte Hubner, 1822, Papilio adyte Hübner, 1822, Erebia ocellaris Staudinger, 1861 et Erebia euryale phoreta.

### Noms vernaculaires
Le Moiré frange-pie se nomme Large Ringlet en anglais, Weißbindige Bergwald-Mohrenfalter en allemand.

### Sous-espèces[2]
- Erebia euryale adyte Hübner, 1822 (Alpes centrales et méridionales, Jura suisse et parties des Abruzzes)
- Erebia euryale etobyma Fruhstorfer, 1910
- Erebia euryale euryale (Esper, 1805) (Alpes du nord)
- Erebia euryale huebneri Oberthür, 1912
- Erebia euryale isarica Heyne, 1895 (Alpes du Nord, Suisse, France)
- Erebia euryale ocellaris Staudinger, 1861 (Alpes orientales et méridionales)
- Erebia euryale syrmia Fruhstorfer, 1909 (Péninsule balkanique, Bulgarie, Roumanie)

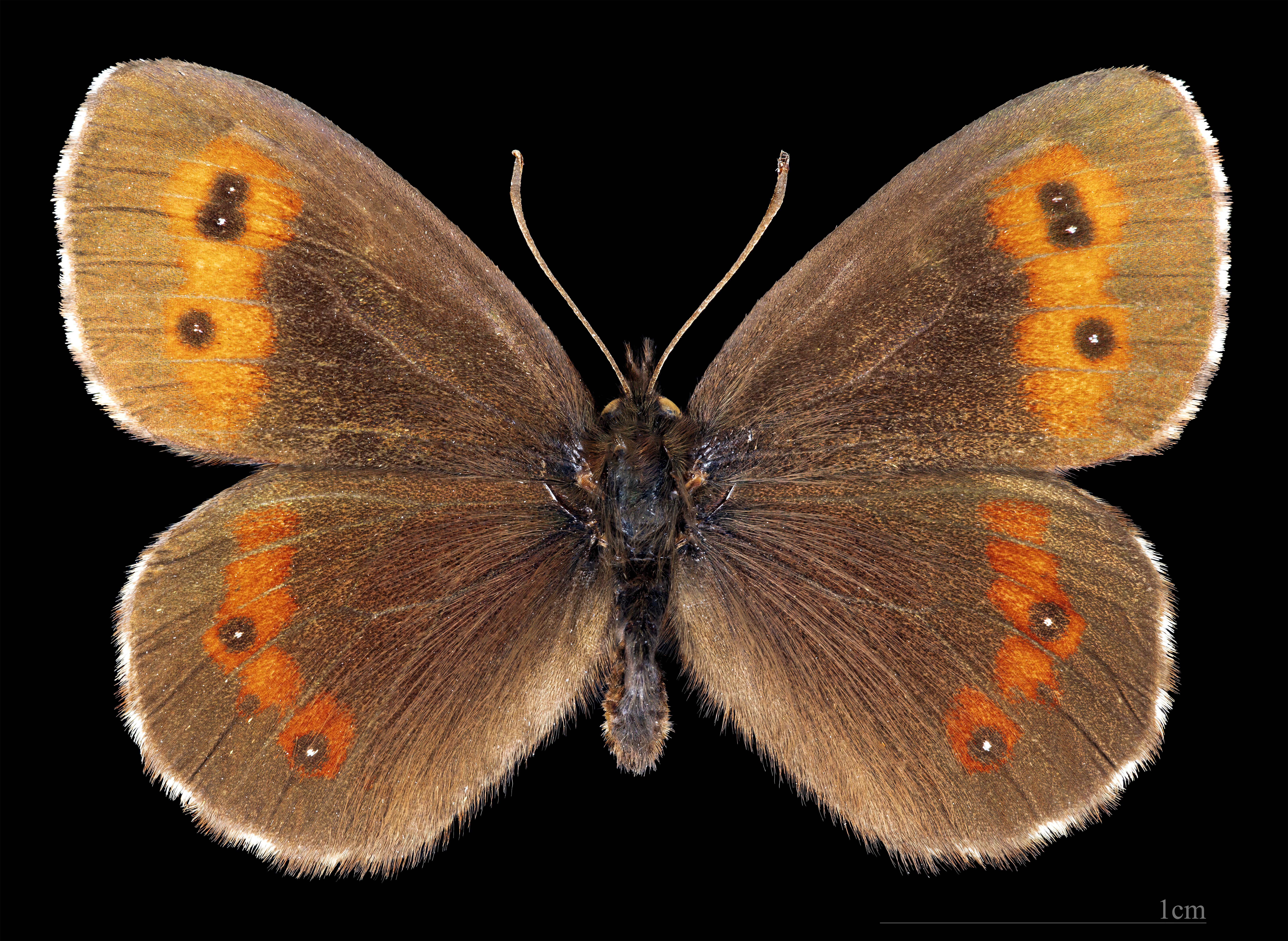
Erebia euryal adyte  ♂
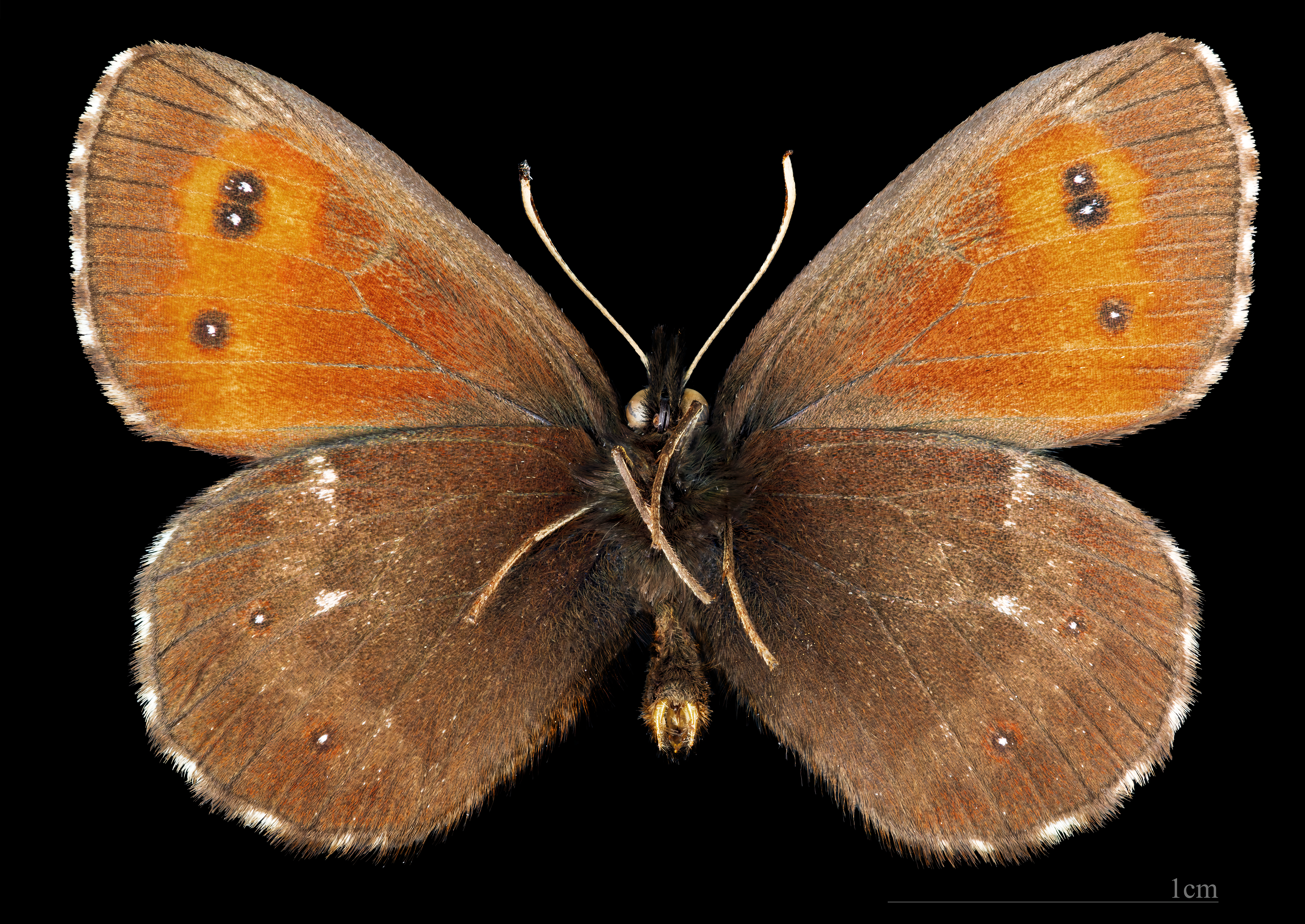
Erebia euryal adyte ♂   △

## Description
C'est un petit papillon de couleur marron dont l'envergure varie de 20 à 23 mm.
Le dessus des ailes est marron foncé avec une bande postmédiane de couleur orange à rouge marquée de trois ou quatre ocelles pupillés de blanc chez la femelle, souvent aveugles chez le mâle avec trois ocelles apicaux centrés de jaune-chamois reliés et deux petits ocelles aveugles à l'arrière. Les ailes postérieures possèdent une bande tirant sur le l'orangé rouge et ornée d'ocelles.
Le revers de l'aile antérieure est semblable, celui des ailes postérieures est brun à ocelles orange plus ou moins marqués chez le mâle, orné d'une bande postemédiane marquée d'ocelles chez la femelle.

### Chenille et chrysalide
La chenille et la chrysalide sont brun-rosâtre.

## Biologie
Les œufs, gris nacré, pondus isolement éclosent au printemps d'après.

### Période de vol et hivernation
Après avoir hiverné une première année sous forme d'œuf, il hiverne une seconde année sous forme de chenille.
Sa période de vol se situe de juin à août.

### Plantes hôtes
Ce sont diverses poacées (graminées), en particulier des fétuques.

## Écologie et distribution
C'est un papillon qui est présent sous forme d'isolats de toutes les montagnes d'Europe méridionale et centrale (Alpes suisses, autrichiennes, italiennes et Pyrénées), de l'Allemagne au Nord de l'Espagne, puis vers l'Est sa zone de répartition couvre des montagnes jusqu'à la Mongolie.
En France métropolitaine il est présent dans les six départements des Pyrénées et dans dix-sept départements des Alpes et du Massif Central formant une zone continue.

### Biotope
C'est un papillon des bois clairs et des prairies proches des arbres des montagnes à une altitude allant de 500 à 2 000 mètres.

### Protection
Pas de statut de protection particulier.